# 絶体絶命でんぢゃらすじーさん 〜史上最強の土下座〜
『絶体絶命でんぢゃらすじーさん 〜史上最強の土下座〜』（ぜったいぜつめいでんぢゃらすじーさん しじょうさいきょうのどげざ）は、2003年9月26日にキッズステーションからゲームボーイアドバンス向けに発売されたアドベンチャーゲームで、漫画『絶体絶命でんぢゃらすじーさん』を元にしたゲーム化作品第1弾である。通信プレイ可能。

## あらすじ
ある日、平和な東京にみょみょみょ星人と名乗る宇宙人が地球征服にやって来て、じーさんのペットのゲベを誘拐されてしまう。じーさんたちに残された時間は、後一週間しかない。ゲベを取り戻すためにじーさんたちは旅立つのであった。

## 内容
- 決定キーはAボタンではなく何故かRボタンになっている。尚、セリフを送る時はAボタンでも可能。
- 日付が変わるごとにみょみょみょ星人の現れた都市がマップに表示され、みょみょみょ星人に最後まで勝利しないとその都市はみょみょみょ星人に乗っ取られてしまう。乗っ取られた都市は住人がほとんど居なくなる為、一部のイベントが達成不可能になってしまう。
  - ちなみに、みょみょみょ星人の現れた都市に行かなくてもゲームを進行する事は可能で、中には以前にみょみょみょ星人に勝利した都市に再度行かないと発生しないイベントも存在する。
- イベントやプレイ内容の成果に関係なく、7日目は強制的にみょみょみょ星人の宇宙船に乗り込み直接対決することになる。宇宙船での戦いでは負けてもそのままイベントが挿入され最終決戦まで戦う事になる。

### マトリックスシステム
- プレーヤーの行動によってじーさんがいろいろな姿になったり、イベントの内容、エンディングなどが変わる。また、イベント以外でも姿によって話しかけた人のセリフが変化する場合もある。

## 登場キャラ
じーさん
このゲームの主役。世の中の危険から救うのが得意。
孫
じーさんの孫。つっこみ担当。
校長
孫の通う小学校の校長。自分が偉くないと気がすまない。
ゲベ
じーさんのペット。みょみょみょ星人に誘拐されてしまう。
みょみょみょ星人
地球征服にやってきた宇宙人。001号～不明な数いる。
みょみょみょ大王
みょみょみょ星人のボス。語尾に「ござる」をつける。「ウンバボ」が口癖。

### 他のキャラクター
最強さん
近所で最強のおじさん。エンディングによっては出現しない。
暗黒大魔王
ペラペラな大魔王。皆が引くぐらい強い。
小野寺さん
じーさんたちの協力者。
運動ならなんでもお任せ隊

## ストーリーモード
プレーヤーがじーさんとなり、地球が侵略されるまでの一週間に、様々な都市を移動してイベントやミニゲームをクリアしていく。
真剣勝負じゃ
ポケットモンスターのような戦闘画面で、2つの選択肢から一つ選びコマンド入力をして敵を倒す。技はじーさんの姿によって違う。

## ミニゲーム
ストーリーモードで一度行ったミニゲームは、何度でも遊ぶ事ができる。また、じーさんの姿によってミニゲームが有利になったり、逆にクリア不可能になる場合もある。
恐怖！大根攻めじゃっ！！
Aボタンを連打し、ノルマより多く大根を食べる。連打しすぎてじーさんの顔が真っ青になると大根を嘔吐してしまい、タイムロスとなる。ロボじーさんは顔が真っ青になると故障してゲームオーバーになり、うんこ&リアルじーさんは手が無いので大根を食べられない。
つぶすのじゃっ！！
十字キーでじーさんを操作しつつAボタンでブロックをまっすぐ飛ばし、敵を全滅させる。じーさんの姿によっては触れると爆発する罠を仕掛けられる。
ジャンプジャンプで大冒険じゃっ！！
横スクロールアクション。左へ進んでいき、青いゴミバケツに入ればクリア。ブロックから出てくる大根を取るとライフが1増える。
じーさん危機一髪じゃっ！！
敵が撒いた障害物を避け、ゴールまで進む。障害物はじーさんを操作可能になった時点で透明化するので位置を覚える必要がある。
リズムをとってプップップーじゃっ！！
左から大根が、右からナスが来るのでじーさんの頭上のワクに重なった時にタイミング良く大根にはL、ナスにはRボタンを押す。
ドライブぶーぶーじゃっ！！
レースゲーム。Aボタンでアクセル、Bボタンでブレーキ。ウンコを取ると減速し、星を取ると加速。一定時間内に相手に追いつけば勝利。
パズるんじゃっ！！
落ちゲー。キャラクターの顔に好物の野菜を3個以上並べて食べさせる。好物はじーさん=大根、校長=ナス、孫=リンゴ。
跳び箱でとぶのじゃっ！！
Aボタンでヒゲミサイルを発射して敵を倒しつつ生き残るシューティングゲーム。最終決戦では大王と戦う。じーさんによっては跳び箱の数が増えたり、敵を貫通するレーザーが撃てる。

## 通信モード
2人で遊べる。
こうかん
友達のじーさんと自分のじーさんを交換できる。
たいせん
ジャンケンで対戦ができる。

## 移動可能な都市
東京
じーさんの住む町で、本作のスタート地点。みょみょみょ星人が東京タワーに「催眠電波発生装置」をつけ、全地球人をサル以下の知能にしようとする。
ペキン
2日目から行ける。みょみょみょ星人によって住民が神隠しに遭う。
パリ
3日目から行ける。みょみょみょ星人が凱旋門を閉め、住民を引きこもりにしようとする。
カイロ
4日目から行ける。みょみょみょ星人がピラミッドに眠る「おかださん」の封印を解こうとする。
ラスベガス
5日目から行ける。ショーが終わった途端校長が襲われ、目撃者の証言から犯人を推理することとなる。
南極
隠しマップその1。
リオデジャネイロ
隠しマップその2。